# 孙盛渭
孙盛渭（1917年5月—2008年），曾用名丁一，山东福山人，中华人民共和国政治人物、外交官。
山东烟台志孚中学读书时参加一二九学生运动。1936年参加中华民族解放先锋队，1938年加入中国共产党，並曾任八路军山东纵队营政委。中共开封工委书记、冀鲁豫军区政治部科长。建国后，历任最高人民检察署办公室副主任，长江水上检察院检察长，湖北省人民检察院副检察长。
1971年3月22日，中华人民共和国与科威特建交后，开始派遣驻科威特特命全权大使。1971年8月至1977年5月孙盛渭擔任首任中华人民共和国驻科威特大使。1977年9月至1981年1月改任中华人民共和国驻斯里兰卡大使兼驻马尔代夫。1981年5月至1984年12月任中华人民共和国驻芬兰大使。